# Domus Vista
Domus Vista er et højhus, der ligger på Nordens Plads ved Roskildevej på Frederiksberg ca. 4 km vest for Københavns centrum.
Med sine 102 meter er huset Danmarks 5. højeste beboelsesejendom. Danmarks højeste beboelsesejendom Lighthouse på Aarhus Ø indvies 2022, og den næsthøjeste er Pasteurs Tårn i Carlsberg Byen i København. Nordens højeste beboelsesejendom er Karlatornet i Göteborg med 245 meter, der forventes indviet i 2024.
Bygningen er tegnet af arkitekt Ole Hagen og stod færdig i 1969 på et område, der var kendt som "de Kochske grunde", hvor der tidligere lå store gartnerier. Den er opført af bygherre Harald Simonsen, som også stod bag Hostrups Have.
Domus Vista har 30 etager og 470 lejligheder. Butikscenteret i stueplanet havde et supermarked (startet af kaffegrosserer Hjort Sørensen) og butikker, samt lægepraksis og andre kontorlejemål. De nederste etager i selve højhuset var oprindeligt hotel med restaurant, selskabslokaler og værelser. Hotellet lukkede i begyndelsen af 1970'erne. I dag er der stadig supermarked (Meny), butikker, sundhedscenter og et medborgercenter med biblioteksfilial. Senest er SILVAN rykket ind i butikscenteret - og dermed er centeret for første gang i 20 år fuldt ud udlejet.
Bygningen ejes i dag af det svenske ejendomsselskab Heimstaden.
Borgmester Arne Stæhr Johansen fik sin parlamentariske immunitet ophævet, da han blev mistænkt for bedrageri og dokumentfalsk i forbindelse med Domus Vista-byggeriet.